# Ischnopopillia rhinosina
Ischnopopillia rhinosina är en skalbaggsart som beskrevs av Machatschke 1975. Ischnopopillia rhinosina ingår i släktet Ischnopopillia och familjen Rutelidae. Inga underarter finns listade i Catalogue of Life.